# Corinto (ort i Colombia, Cauca, lat 3,17, long -76,26)
Corinto är en ort i Colombia.   Den ligger i departementet Cauca, i den centrala delen av landet, 290 km sydväst om huvudstaden Bogotá. Corinto ligger 1 059 meter över havet och antalet invånare är 16 579.
Terrängen runt Corinto är varierad. Runt Corinto är det ganska tätbefolkat, med 86 invånare per kvadratkilometer. Närmaste större samhälle är Puerto Tejada, 18,2 km väster om Corinto. Omgivningarna runt Corinto är en mosaik av jordbruksmark och naturlig växtlighet.